# 香港立法會
香港特別行政區立法會（英語：Legislative Council of the Hong Kong Special Administrative Region）是香港特别行政区的立法機關，亦有對香港特別行政區政府的監察權。現今立法會共設議席90席；地區直選議員佔20席、功能界別議員佔30席、選舉委員會界別議員佔40席。
第一屆立法會成立于1998年7月1日，應屆議員任期為兩年。自第二屆立法會（2000年）開始，每屆議員任期改為四年（第六屆為五年）。2012年起，立法會議席增加至70個。2021年3月11日，中華人民共和國全國人民代表大會通過《關於完善香港特別行政區選舉制度的決定》，立法會議席增加至90個，同時大幅修改議席構成。現時的立法會屆別為第七屆，任期為2022年1月1日至2025年12月31日。

## 歷史

### 英屬香港時期

#### 開埠初期
香港於1841年成為英國的殖民地，其首份憲制性法律是由維多利亞女皇以《英皇制誥》形式頒布，名為《香港殖民地憲章》，並於1843年6月26日在總督府公佈。該憲章訂定成立定例局（其後改稱立法局），授權「在任的總督……在取得立法局的意見後……制定及通過為維持香港的和平、秩序及良好管治……而不時需要的所有法律及條例」。於1917年頒布取代1843年憲章的《英皇制誥》，其文本於「的意見」之後加入「及同意」等重要字眼。
香港立法機關成立初期稱為定例局，由政府三司的當然議員、政府官員出任的官守議員及民間人士出任的非官守議員組成。除了當然議員以外，其餘成員皆由總督委任。
1843年8月，第一任香港總督砵甸乍宣佈委任官守議員加入定例局。三名官守議員（即正在擔任某種官職之意）分別為莊士敦（前護理總督）、摩理臣（商務總監中文秘書兼傳譯員）及金尼（首席裁判司）。
1844年1月11日，定例局舉行首次會議。1844年2月26日，通過首條香港法例。1845年3月7日，定例局根據《1843年皇室訓令》第6條，制定並通過首份《香港立法機關會議規則及常規》。
1850年，委任怡和洋行股東大衛·渣甸及哲美森洋行老闆約瑟·艾德格出任首兩名非官守議員。1857年，增委兩名官守議員及一名非官守議員。1884年，擴大立法局的成員人數至7名官守議員及5名非官守議員，其中包括1名華人伍才（又名伍廷芳）。1896年，進一步擴大立法局的成員人數至8名官守議員及6名非官守議員。1929年，立法局共有10名官守議員及8名非官守議員，其中包括3名華人及1名葡籍人士。1941年12月25日，日佔香港時，立法局無限期休會至1946年。

#### 二戰後的議會改革
1960年代，香港經歷文革引發的六七暴動，港英政府一方面推出香港節等文化活動安撫民心，另一方面也籌備代議政制，使市民有參與政制的機會。
1967年，立法局成員人數增至26名，官守和非官守議員各佔13名。1973年，立法局人數增至46名。1976年，立法局共有最多可達23名的官守議員（包括5名當然議員），以及23名非官守議員。1980年，增至50名。

#### 主權移交前發展代議政制及民主化
1984年，政府推出《代議政制綠皮書》，詳列立法局民主化的過程，正式就立法局引入民選議席諮詢公眾。
1985年10月30日起，立法局搬到位於中環的舊最高法院大樓進行首次會議，港督尤德作施政報告。新當選的立法局議員打破常例，以廣東話宣誓，效忠香港市民，而非英女皇，只有香港總商會功能組別議員格士德例外。
同年首次推行間接選舉。立法局舉行有史以來首次選舉後，共有11名官守議員（包括四名當然議員），以及46名非官守議員，其中22人由總督委任，12人由功能組別選出，1人由全體市政局議員推選，1人由全體區域市政局議員推選，另外10人由各區全體區議員組成的選舉團選出。1985年，通過《立法局（權力及特權）條例》，大大提高立法局的權力。
其後，當時不少民主派要求政府推行「八八直選」，即是在1988年引入直接選舉議席。最後政府推出《代議政制白皮書》，把首次直選的時間訂於1991年。同年增設兩名由功能組別選出的議員，以取代兩個委任議席。1991年，立法局成員人數增至60名，但仍包括官守議員。總督在立法局議員中委任1人為副主席，負責主持立法局會議。立法局成員包括4名當然官守議員（包括總督，他仍為立法局主席及議員，但不再出席該局的會議），18名委任議員和39名民選議員（民選議員中，21人由功能組別選出，另外18人則由全港各地方選區以直接選舉方式選出）。1991年9月，立法局部分議席第一次由直選產生。

#### 彭定康政改方案及終止「直通車」

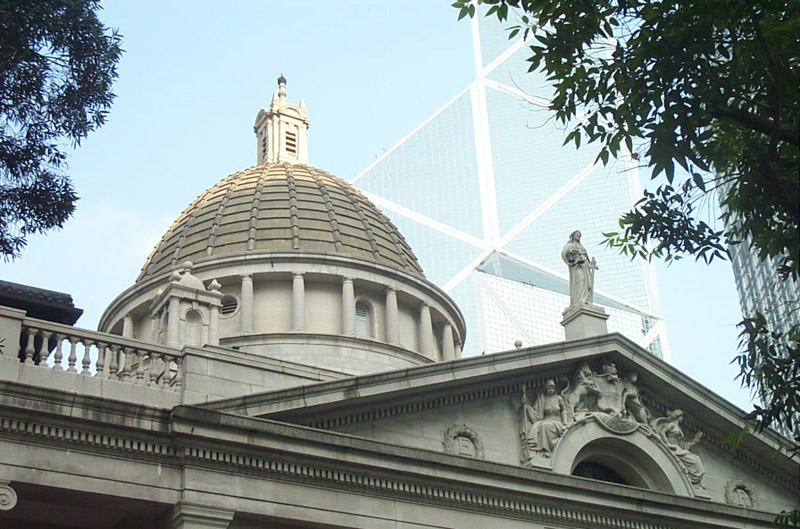
立法會大樓（1985年至2011年使用 (Note: 現時已改作終審法院大樓)）

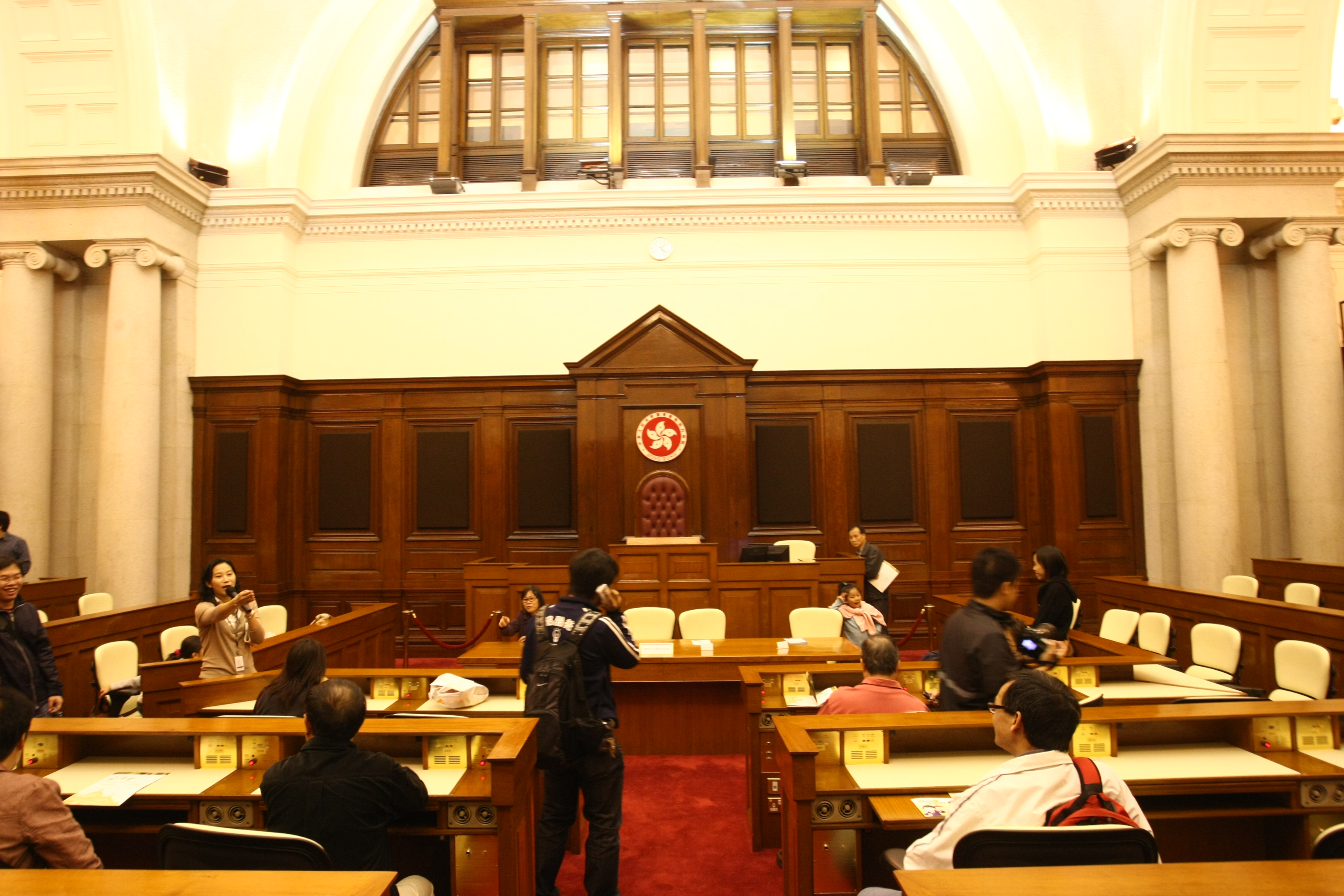
香港立法局及立法會大樓時代的議事廳

英國政治人物、末任香港總督彭定康於1992年上任，在其任內首份施政報告中推出政改方案，建議1995年的最後一屆立法局選舉增加民主成份，增加直選議席外，又新增九個功能組別（即新九組）。中華人民共和國政府對此非常不滿，國務院港澳事務辦公室主任魯平斥責彭定康是「香港歷史上的『千古罪人』」，並且宣佈終止「直通車」（即原來中英雙方協議，最後一屆立法局議員可以全數過渡成為香港特別行政區第一屆立法會議員至2000年）。
爲此，中華人民共和國在香港特別行政區籌備委員會之下成立預備工作委員會，於1996年成立「臨時立法會」。由於被港英政府視為非法組織，臨立會於1997年1月25日在深圳召開首次會議，直至1997年7月1日香港特別行政區成立後，才在香港舉行會議。
1997年6月28日，最後一任立法局主席黃宏發宣佈「本局休會，待續無期。I now adjourn the Council, sine die.」，1997年6月30日24時後，代表立法局從此成為歷史。

### 主權移交後

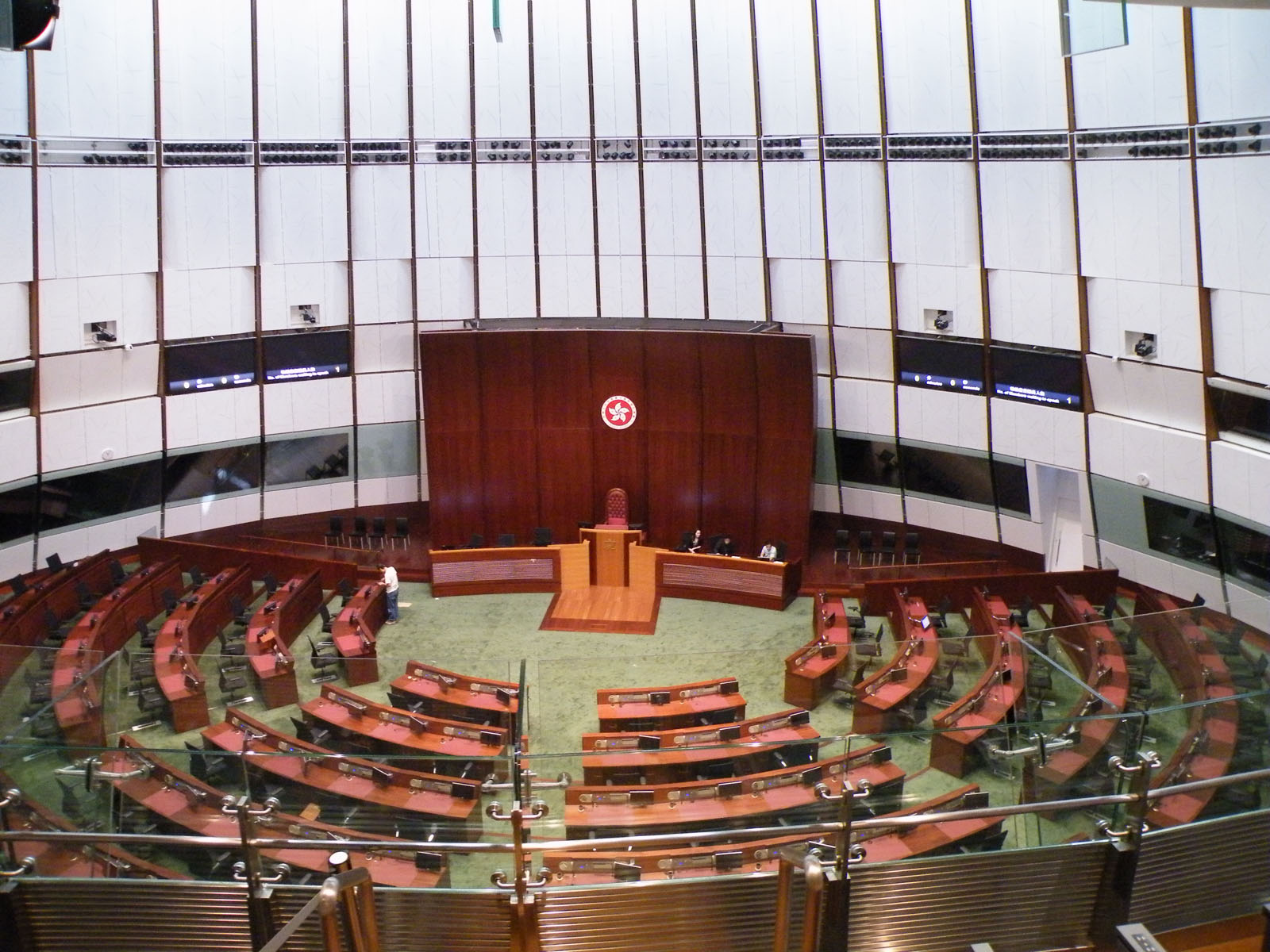
現時立法會綜合大樓議事廳

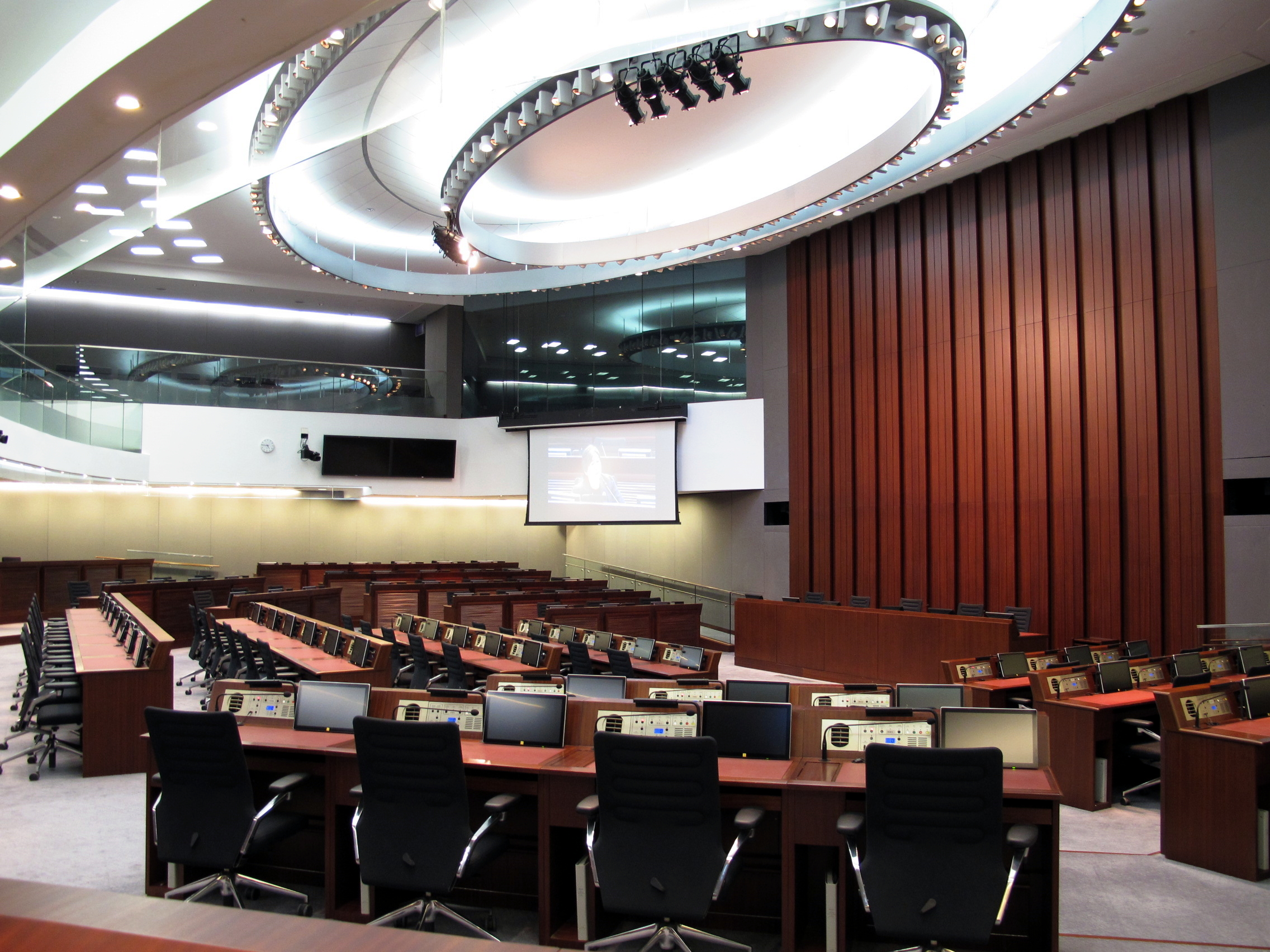
立法會共設有五個會議室，大多作委員會會議用，圖中为會議室1，為立法會會議廳外最大會議室，現用作举行內務委員會和財務委員會，以及部分較多議員加入的事務委員會和小組委員會。公聽會亦在此举行

1997年7月1日，香港回歸，同日香港特別行政區政府正式成立，立法局改名為立法會。同日凌晨2時45分，臨時立法會於香港會議展覽中心擴建部份（會展新翼）2樓201號會議室聚鷹廳中召開香港回歸後第一次會議。通過了《香港回歸條例》，以進行司法等法律上的銜接，成為香港回歸後第一條通過的法案，亦是主權移交後第一次在同一次會議中一次過進行首讀、二讀及三讀程序的法案。臨時立法會通過香港特別行政區成立時「必不可少」的法律。
1998年，舉行香港回歸後首屆立法會選舉。2000年，舉行第二屆立法會選舉。2004年，舉行第三屆立法會選舉，按照基本法選舉委員會在此屆起不再選出立法會議席，維持一半地區直選議員和一半功能界別議員。
2004年後，香港政治制度改革成為社會各界的爭論議題。由於根據《香港基本法》在2007年後可以啟動政改程序，香港各界對2008年立法會是否實行全面普選爭論不休，全國人民代表大會常務委員會對《香港基本法》附件一及附件二進行解釋，指出香港要改變行政長官及立法會的選舉制度，除了要三分之二的立法會議員和香港行政長官同意外，還要得到全國人大常委會批准或備案，並首先要由行政長官提交報告和全國人大常委會決定修正。政改修改程序由「三部曲」變成「五部曲」，並否決了2007年及2008年雙普選。
2007年12月29日，全國人大常委會又以全票通過了《全國人民代表大會常務委員會關於香港特別行政區2012年行政長官和立法會產生辦法及普選問題的決定》決定了香港可以於2017年普選產生行政長官，另外可以於2020年普選立法會。
2008年9月7日，舉行第四屆立法會選舉，議席維持在60席。
2010年6月，立法會經過全體議員三分之二多數通過2012年香港政治制度改革方案，議席由60席增加至70席，增加5個地區直選議席及5個區議會（第二）功能界別議席。
2011年8月，立法會遷出位於中環的舊最高法院大樓，同年9月，所有立法會會議開始在位於金鐘新政府總部東翼以北的立法會綜合大樓舉行，政府總部及立法會綜合大樓成為香港島的新地標，也成為近年較集中的政治示威活動場所。
2012年9月9日，舉行第五屆立法會選舉。這是政改方案通過後，新增議席後舉行的第一次立法會選舉。
2014年6月13日，立法會財委會繼續審議新界東北發展計劃前期工程撥款，面對泛民議員提出大量臨時動議拉布，主席吳亮星晚上突宣佈「剪布」，激發在場外集會的逾千名村民及市民不滿，三路衝擊立法會綜合大樓，有玻璃門被打至破裂，大樓外牆的磚更被鐵馬撞穿，在大樓內佈防的警員以警棍和胡椒噴霧武力阻止。雙方對峙之際，吳以治安問題為由休會。撥款表決暫緩，但發展局局長陳茂波稱絕不撤回撥款申請。到6月14日凌晨2時許，警方開始在立法會門前清場，逐一抬走示威者。示威者手挽手築成人鏈躺在地上，有示威者和警方推撞。最終凌晨4時完成清場，警方指集會高峰期有900人參加，清場時移走了190人，使用了18次胡椒噴霧，並拘捕21人，六名立法會保安員與四名警員受傷，政府高層譴責示威者的行為。
2014年11月19日凌晨，一批示威者衝擊立法會大樓，聲稱要阻止網絡23條審議，示威者用鐵馬及磚毀壞玻璃門及外牆，大批警員到場制止，雙方衝突，警員多次施放胡椒噴霧。警方稱事件中有三名警員受傷，至今拘捕六人。立法會回應指當日沒有相關的議程，大會要改期進行，警方、政府及議會各黨派強烈譴責暴力行為。
2016年9月4日，舉行第六屆立法會選舉。

#### 2016年立法會議員宣誓風波
2016年10月12日開始，因本土派議員在宣誓儀式上的言行引發爭議，香港特區政府首次就立法會內部事宜申請司法覆核，進而導致第五次全國人大常委會解釋香港基本法。同年11月15日，青年新政議員梁頌恆、游蕙禎被香港高等法院裁定失去議員資格。
2017年7月14日，因香港特區政府再次申請司法覆核，梁國雄、姚松炎、劉小麗、羅冠聰被香港高等法院裁定失去議員資格。
6名民主派、自決派及本土派議員被褫奪資格後，建制派首次取得地區直選及功能組別的過半數議席。
2018年1月，選管會證實選舉主任曾經就撤銷前建築測量界議員姚松炎及眾志成員周庭參與立法會補選資格而諮詢律政司的法律意見。民主派議員1月26日發起一人一信行動，以網上電郵向律政司司長鄭若驊、選管會主席馮驊、總選舉主任黃思文表達反對撤銷兩人參選資格。截至同日晚上9時半，有超過5000名市民參與聯署。

#### 2019年香港七一衝突

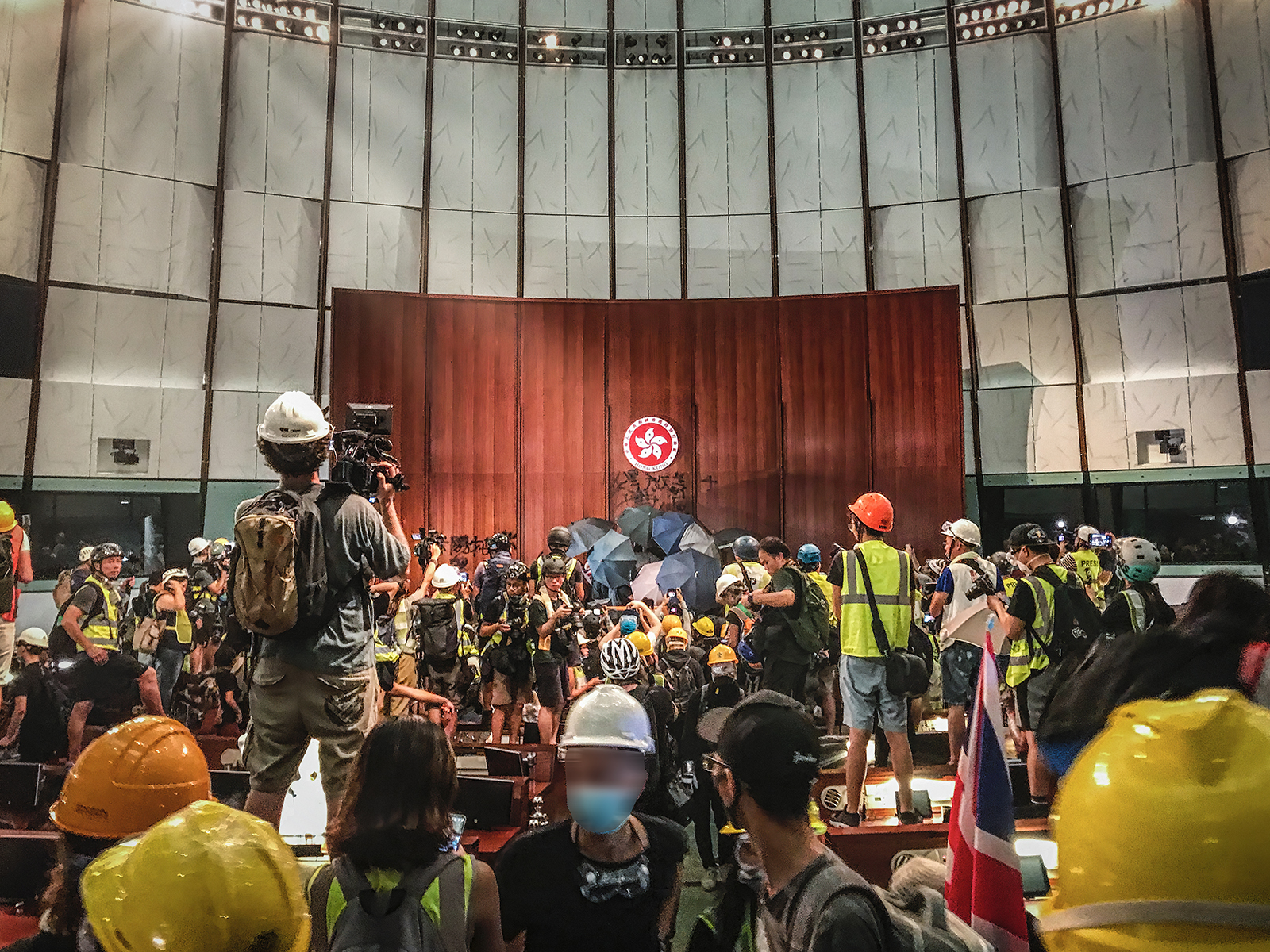
會議廳內情況

在反修例运动示威集會繼續進行時，大量示威者聚集在立法會入口門外與警察對峙。由於香港警察並無主動地以最低限度的武力去驅散示威者，因此示威者便不斷利用臨時組裝而成的金屬小車去衝擊立法會綜合大樓的玻璃幕牆和玻璃門，直至玻璃幕牆和玻璃門破裂。其後示威者進入綜合大樓，同時香港警察撤離綜合大樓，故示威者得以開始佔領立法會。在示威者佔領立法會期間，綜合大樓的牆面和電梯被示威者用黑色顏料噴上「釋放義士」、「林鄭下台」、「真普選」、「永不屈服」、「官逼民反」、「血債血償」、「黎明跳樓自殺死亡」、「神舟十二號」、「2019年香港大事回顧」、「2019難忘記」等字句，當中包括示威者一直以來希望能夠爭取得到的五大訴求，以及一些抗議字眼。示威者亦將綜合大樓的閉路電視破壞，大量電線及網線被剪斷，存有議員、議助、官員、記者和秘書處職員資料硬碟亦被人撬走。示威者並用黑漆塗鴉香港特別行政區區徽、掛上殖民時期的旗幟，而立法會主席的照片也不能倖免，被示威者用黑色顏料塗污並弄倒在地上；但回歸前的立法局主席的照片則並沒有被示威者損毀。不過，示威者即使把餐廳冰櫃的飲品取走，卻同時放下金錢，並寫上「我們不是賊人 不會不問自取」的留言；圖書館外和紀念品櫃外亦以物品攔截，並貼上告示提醒「保護圖書」、「保護文物」。
香港警方于近午夜出動，先派出大批警力由灣仔軍器廠街開始佈防，之後大批手持長盾及警棍的防暴警察，由龍和道開始逼向立法會，示威者最後全部撤離立法會。防暴警察其後於龍匯道施放催淚煙驅散現場群眾，示威者即開始由立法會示威區撤離，有人抬走留守示威者，再向夏愨道方向散去。7月3日，香港警方展開逮捕行動，并于3日深夜表示，他們已經逮捕涉及當天參與抗爭的12個人。這12人包括11名男性，1名女性，年齡在14歲至36歲之間。他們被指控的罪行包括：持有攻擊性武器，非法集會，襲警及妨礙警務人員執行職務。

#### 7名民主派立法會議員被捕

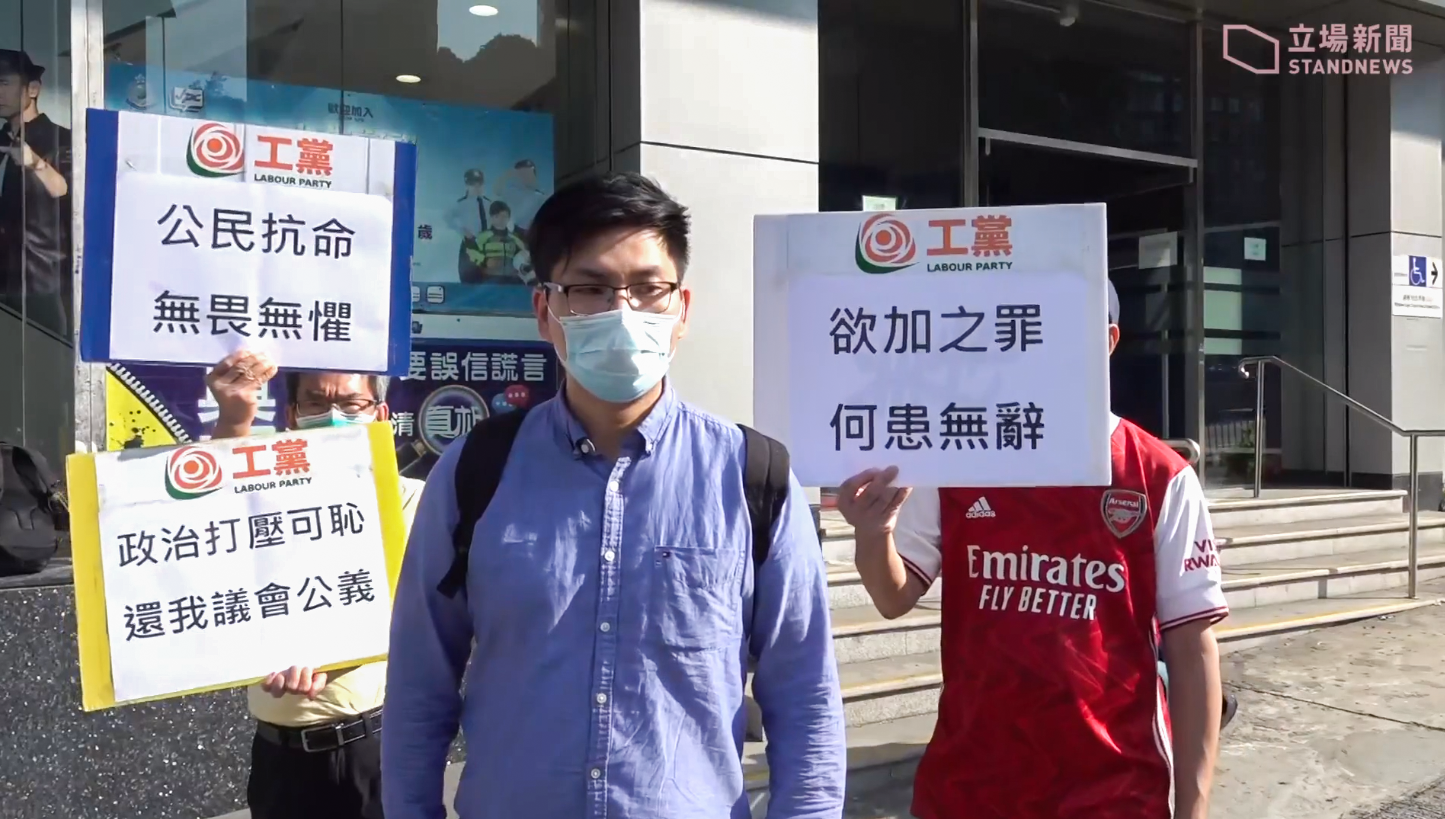
工黨主席郭永健被指違《特權法》被捕，保釋後見記者

2020年11月1日，7名民主派立法會議員及議助（胡志偉、尹兆堅、黃碧雲、張超雄及其議員助理，工黨主席郭永健、陳志全和朱凱廸）被指在當年5月8日立法會內會衝突，在早上被警方拘捕，涉違《立法會（權力及特權）條例》下的「藐視罪」及「干預立法會人員」，案件11月5日於東區裁判法院提堂。公民黨立法會議員楊岳橋批評是次拘捕是秋後算帳。警方拒絕回應檢控準則。

#### 民主派集体總辭

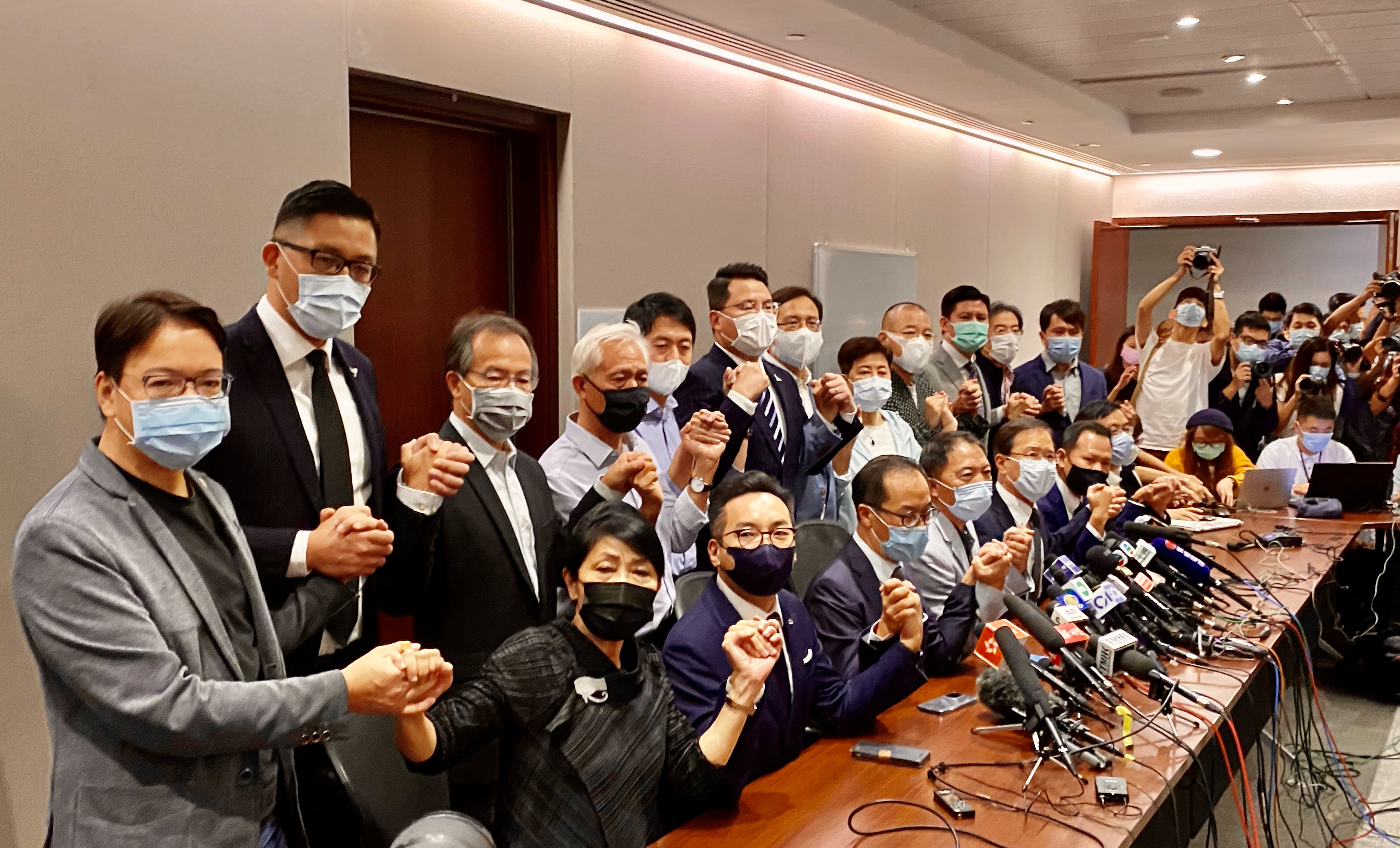
2020年11月11日，僅餘19名香港民主派立法会议员宣布集体总辞，对全国人大常委会通过，有关褫夺4名民主派议员的决定，表达强烈抗议

2020年11月11日，第十三届全国人民代表大会常务委员会第二十三次会议應香港特區政府要求，審議及通過《全国人民代表大会常务委员会关于香港特别行政区立法会议员资格问题的决定》，指任何立法會議員「宣揚或者支持『港獨』主張、拒絕承認國家對香港擁有並行使主權、尋求外國或者境外勢力干預香港特別行政區事務，或者具有其他危害國家安全等行為」經「依法認定」後喪失就任資格。特區政府隨即宣布取消梁繼昌、楊岳橋、郭榮鏗及郭家麒四人的議員資格。其他民主派議員宣布集体辞职以抗議全國人大常委會的決定。
15名民主派議員宣布於11月12日總辭，只有城邦派的鄭松泰和中間派的陳沛然表明會留任，令議會建制派佔絕大多數。民主派召集人、民主黨主席胡志偉批評取消議員資格的做法「極其荒謬」，表示一國兩制正式「宣告死亡」。香港中聯辦嚴正讉責立法會15名民主派議員是政治攬炒，注定只是斷送自己政治前途，不會影響香港一國兩制前進的步伐，他們必然被體制所拋棄。

#### 2021年香港政治制度改革
為落實中共中央總書記習近平提出的「愛國者治港」要求，第十三屆全國人民代表大會常務委員會於2021年3月30日通過決議，確定立法會議席由70席增加至90席，立法會的90個議席以40、30、20比例分配議席，又稱「四三二方案」。具體為選舉委員會界別40席；傳統功能界別30席；地區直選20席，而本次通過決議的條文主要說明如下：
- 立法會議席增至90席，其中選舉委員會界別佔40席；傳統功能界別佔30席，地區直選佔20席；其中地區直選分成10區，每區有2位議員。
- 立法會功能界別恢復為團體/公司票，僅9組別仍維持個人票。
- 參選立法會需獲選委會五個界別、每界別2至4名選委提名，即最少要獲10名選委提名才可入閘。
- 參選人要先經警方國安處審核，再交行政長官領導、中聯辦主任列席的香港國安委審議，最後交政府高層佔多數的候選人資格審查委員會決定是否可以參選。
- 政改修改程序由「五部曲」變成「一部曲」，即變成中國全國人大常委會獨自決定特區立法會的產生辦法和議案表決程序。

#### 各委員會的會議紀要的記錄方式不再具名
2023年1月，《明報》發現由今屆起，各委員會的會議紀要的記錄方式不再具名，改為以「一名議員」代稱。立法會秘書處指有關改動可方便公眾、議員和官員掌握會議流程、討論要點和回應，做到“精簡歸納和整合與會者發言重點”。而公眾可透過翻看個別議員或官員發言片段以知道身份。議員狄志遠批評有關改動是倒退，並削弱立法會工作透明度。不過議員楊永杰認為有關的改動不影響立法會透明度，但同時承認具名發言記錄方便市民查閱。

## 誓詞
香港立法會沿襲港英統治時訂立的宣誓及聲明條例，規定議員须使用宗教式（天主教/基督新教）或非宗教式進行宣誓。在完成宣誓前，議員不得參與立法會會議或表決。
《香港基本法》第一百零四條規定，立法會議員在就職時必須依法宣誓擁護《基本法》，及宣誓效忠中華人民共和國香港特別行政區。根據《議事規則》第1條，議員如未按照《宣誓及聲明條例》（第11章）的規定作宣誓，不得參與立法會會議或表決。凡舉行換屆選舉後，以前已作宣誓的議員亦須再次宣誓。根據《議事規則》第12（1）條，議員須在每屆立法會的首次會議上作宣誓。

### 宗教式誓詞
|  | 本人，______，謹對「全能上帝/全能天主」宣誓，本人就任中華人民共和國香港特別行政區立法會議員，定當擁護《中華人民共和國香港特別行政區基本法》，效忠中華人民共和國香港特別行政區，盡忠職守，遵守法律，廉潔奉公，為香港特別行政區服務。 |

|  | I, ______ , swear by Almighty God that, being a member of the Legislative Council of the Hong Kong Special Administrative Region of the People's Republic of China, I will uphold the Basic Law of the Hong Kong Special Administrative Region of the People's Republic of China, bear allegiance to the Hong Kong Special Administrative Region of the People's Republic of China and serve the Hong Kong Special Administrative Region conscientiously, dutifully, in full accordance with the law, honestly and with integrity. |

誓詞使用之語言可以採用粵語、英語或普通話中其中一種語言。「全能上帝」及「全能天主」的英文翻譯均是「Almighty God」。

### 非宗教式誓詞
|  | 我，______，謹此宣誓，本人就任中華人民共和國香港特別行政區立法會議員，定當擁護《中華人民共和國香港特別行政區基本法》，效忠中華人民共和國香港特別行政區，盡忠職守，遵守法律，廉潔奉公，為香港特別行政區服務。 |

|  | I, ______ , swear that, being a member of the Legislative Council of the Hong Kong Special Administrative Region of the People's Republic of China, I will uphold the Basic Law of the Hong Kong Special Administrative Region of the People's Republic of China, bear allegiance to the Hong Kong special Administrative Region of the People's Republic of China and serve the Hong Kong Special Administrative Region conscientiously, dutifully, in full accordance with the law, honestly and with integrity. |

|  | 本人，______，謹以至誠，據實聲明及確認，本人就任中華人民共和國香港特別行政區立法會議員，定當擁護《中華人民共和國香港特別行政區基本法》，效忠中華人民共和國香港特別行政區，盡忠職守，遵守法律，廉潔奉公，為香港特別行政區服務。 |

|  | I, ______ , solemnly, sincerely, and truly declare and affirm that, being a member of the Legislative Council of the Hong Kong Special Administrative Region of the People's Republic of China, I will uphold the Basic Law of the Hong Kong Special Administrative Region of the People's Republic of China, bear allegiance to the Hong Kong Special Administrative Region of the People's Republic of China and serve the Hong Kong Special Administrative Region conscientiously, dutifully, in full accordance with the law, honestly and with integrity. |

誓詞使用之語言可採用粵語、英語或普通話中其中一種語言。

## 歷來香港立法機關會議場地
香港歷來的立法機關會議場地如下：
- 香港總督官邸
  - 莊士敦樓（1843年至1846年）
  - 堅道總督官邸（1846年至1855年）
  - 香港總督府（1855年至1930年代）
- 布政司署
  - 舊中區政府合署（1930年代至1941年、1945年至1957年）
  - 中區政府合署（1957年至1985年）
- 立法局大樓（1985年至1997年）

由於中英兩國政府就政制過渡安排談判破裂，中国全国人民代表大会香港特別行政區籌備委員會組建的香港特別行政區第一屆政府推選委員會於1996年12月選出臨時立法會。臨時立法會在香港屬非法組織，在香港開會將會被控以非法集會，故臨時立法會於香港回歸前移到在深圳市進行。臨時立法會會議場地如下：
- 深圳華夏藝術中心正廳（1996年12月至1997年6月）
- 香港會議展覽中心新翼（1997年7月1日）

- 前立法會大樓（1997年至2011年7月15日）[註 6]
- 立法會綜合大樓（2011年10月12日至今）

## 政治派系及組成

1997年7月1號至2021年8月26號期間，香港立法會的政治派系分佈（撇除空缺議席）。
建制派
中間派
修憲派／本土派
民主派

以下為立法會及前身立法局自1843年成立以來的議席分佈:
|         | 官守議員 | 非官守 委任議員 | 選舉團或選舉 委員會界別議員 | 功能界別 議員 | 地方選區 議員 | 全體議員 數目 |
| ------- | -------- | --------------- | --------------------------- | ------------- | ------------- | ------------- |
| 1843-   | 4        | -               | -                           | -             | -             | 4             |
| 1844-   | 6        | -               | -                           | -             | -             | 6             |
| 1845-   | 4        | -               | -                           | -             | -             | 4             |
| 1850-   | 6        | 2               | -                           | -             | -             | 8             |
| 1857-   | 6        | 3               | -                           | -             | -             | 9             |
| 1858-   | 7        | 3               | -                           | -             | -             | 10            |
| 1868-   | 6        | 4               | -                           | -             | -             | 10            |
| 1883-   | 7        | 5               | -                           | -             | -             | 12            |
| 1896-   | 8        | 6               | -                           | -             | -             | 14            |
| 1917-   | 8        | 6               | -                           | -             | -             | 14            |
| 1928-   | 10       | 8               | -                           | -             | -             | 18            |
| 1964-   | 13       | 13              | -                           | -             | -             | 26            |
| 1972-   | 15       | 15              | -                           | -             | -             | 30            |
| 1976-   | 23       | 23              | -                           | -             | -             | 46            |
| 1977-   | 25       | 25              | -                           | -             | -             | 50            |
| 1980-   | 27       | 27              | -                           | -             | -             | 54            |
| 1983-   | 29       | 29              | -                           | -             | -             | 58            |
| 1984-   | 29       | 32              | -                           | -             | -             | 61            |
| 1985-88 | 11       | 22              | 12                          | 12            | -             | 57            |
| 1988-91 | 11       | 20              | 12                          | 14            | -             | 57            |
| 1991-95 | 4        | 18              | -                           | 21            | 18            | 61            |
| 1995-97 | -        | -               | 10                          | 30            | 20            | 60            |
| 臨立會  | -        | -               | 60                          | -             | -             | 60            |
| 1998-00 | -        | -               | 10                          | 30            | 20            | 60            |
| 2000-04 | -        | -               | 6                           | 30            | 24            | 60            |
| 2004-08 | -        | -               | -                           | 30            | 30            | 60            |
| 2008-12 | -        | -               | -                           | 30            | 30            | 60            |
| 2012-16 | -        | -               | -                           | 35            | 35            | 70            |
| 2016-21 | -        | -               | -                           | 35            | 35            | 70            |
| 2022-25 | -        | -               | 40                          | 30            | 20            | 90            |

| 1 | 1998－2000 | 建制派 | 民主派                           | 民主黨 |  |   |            |  |
| 2 | 2000－2004 | 建制派 | 民主派                           | 民主黨 |  |   |            |  |
| 3 | 2004－2008 | 建制派 | 民主派                           | 自由黨 |  |   |            |  |
| 4 | 2008－2012 | 建制派 | 民主派                           | 民建聯 |  |   |            |  |
| 5 | 2012－2016 | 建制派 | 民主派                           | 民建聯 |  |   |            |  |
| 6 | 2016－2021 | 建制派 | 民主派 → 修憲派、中間派 → 中間派 | 民建聯 |  |   |            |  |
| 7 | 2022－2025 | 建制派 | 中間派                           | 民建聯 |  | 8 | 2026－2028 |  |

圖例
- ：建制派
- ：民主派
- ：中間派或其他

## 組織
1998年第一屆選舉，30席由功能組別產生，10席由選舉委員會選出，20席由地方直接選舉。2000年的第二屆，增加由地方分區直選的議席並且減少選舉委員會選出的議席；其中30席由功能組別產生，6席由選舉委員會選出，24席由地方分區直選產生。2004年第三屆，廢除由選舉委員會選出議席的制度，將6席全部轉由地方直選產生。其中30席經地方分區直選產生，其餘30位經功能組別選舉產生。《香港基本法》第68條指明最終目標是全部議席由普選產生。2010年政改方案通過後，第五屆則把地方分區直選議席和功能組別議席各增加5席。總席次達到70席。2021年，全國人大常委會押後第七屆，主動修改《基本法》附件2，減少由地方分區直選和功能組別產生的議席，恢復並大幅增加選舉委員會選出的議席，其中20席由地方分區直選產生，30席由功能組別產生，40席由選舉委員會選出。

### 主席
1993年前，作為議長的立法局主席（President of the Legislative Council）由香港總督兼任。1993年，總督彭定康不再出任立法局議員，並於2月將立法局主席一職移交一位由全體非官方議員互選出來的議員擔任，並由施偉賢當選首任立法局主席。立法局設立主席一職，由議員互選產生，承沿至今。

### 委員會

#### 內務委員會
立法會設有內務委員會，由立法會主席以外所有議員組成；內務委員會主席及副主席，以與立法會主席選舉相若的方式選出，並為立法會當然代理主席，於立法會主席無法執行職務或缺席會議代行其職務。
內務委員會負責為立法會會議作準備，審議已提交於立法會的議案，以及在立法會會議席上提交省覽或提交立法會批准的附屬法例。並可以成立法案委員會研究該等法案，或委任小組委員會對一些附屬法例進行更詳細的研究。內務委員會亦負責制訂立法會內務守則作為議事規則的補充，對立法會及其委員會的會議程序作詳細訂定。內務委員會亦會就財務委員會、議事規則委員會、政府帳目委員會、議員個人利益監察委員及各事務委員會的組成方法和其正副主席選舉訂定規則。（議事規則已訂明者除外）

#### 常設委員會及議事規則委員會
立法會轄下有3個常設委員會，分別是財務委員會、政府帳目委員會及議員個人利益監察委員會；另外亦設有議事規則委員會。
財務委員會：簡稱財委會，為香港立法機關中歷史最悠久的委員會，現時由除立法會主席以外的全體議員組成，是立法會常設委員會中最重要的委員會，所有議員都會參加。於1995年之前，財政司為當然財務委員會主席；自1995年起立法局不再存在官守議員後，主席改由成員互選產生。財務委員會通常在星期五下午擧行恒常會議，負責審議政府提交的所有涉及撥款的申請。財務委員會其中一項工作，是審查財政司司長每年提交立法會的開支預算草案及撥款法案，其中載列政府下一財政年度的全年開支建議。現時下轄人事編制小組委員會及工務小組委員會兩個小組委員會。政府開設首長級公務員常額或編外職位，需要得到立法會人事編制小組委員會及財務委員會通過和批准。
政府帳目委員會：簡稱帳委會，負責研究審計署提交的報告，對政府賬目進行監察。成員按內務委員會所定的規則選舉產生。
議員個人利益監察委員會：簡稱監委會，負責就議員的個人利益進行監察，並制定有關議員個人道德指引。成員按內務委員會所定的規則選舉產生。
議事規則委員會：負責檢討立法會議事規則和委員會制度，適當時向立法會提出修訂建議。成員按內務委員會所定的規則選舉產生。

#### 事務委員會
立法會設有18個事務委員會，定期聽取政府官員的簡報，並監察政府執行政策及措施，議員可視需要加入一個或是數個事務委員會。
| 事務委員會                     | 相關政策局                                                                                 |
| ------------------------------ | ------------------------------------------------------------------------------------------ |
| 司法及法律事務委員會           | 律政司 民政事務局（2007年7月至2018年7月）                                                  |
| 工商及創新科技事務委員會       | 商務及經濟發展局（工商及旅遊科） 創新科技及工業局 政制及內地事務局                         |
| 政制事務委員會                 | 政制及內地事務局                                                                           |
| 發展事務委員會                 | 發展局                                                                                     |
| 經濟發展事務委員會             | 商務及經濟發展局（工商及旅遊科） 運輸及物流局（運輸科） 環境及生態局（能源及可持續發展科） |
| 教育事務委員會                 | 教育局                                                                                     |
| 環境事務委員會                 | 環境及生態局                                                                               |
| 財經事務委員會                 | 財經事務及庫務局（財經事務科）                                                             |
| 食物安全及環境衛生事務委員會   | 環境及生態局（食物科）                                                                     |
| 衛生事務委員會                 | 醫務衞生局                                                                                 |
| 民政及文化體育事務委員會       | 民政及青年事務局 文化體育及旅遊局                                                          |
| 房屋事務委員會                 | 房屋局（房屋科／房屋署）                                                                   |
| 資訊科技及廣播事務委員會       | 商務及經濟發展局（通訊及創意產業科） 創新科技及工業局                                      |
| 人力事務委員會                 | 勞工及福利局 教育局                                                                        |
| 公務員及資助機構員工事務委員會 | 公務員事務局                                                                               |
| 保安事務委員會                 | 保安局                                                                                     |
| 交通事務委員會                 | 運輸及物流局                                                                               |
| 福利事務委員會                 | 勞工及福利局 民政及青年事務局                                                              |

#### 調查委員會及專責委員會
立法會有權引用香港法例第382章《立法會（權力及特權）條例》（又稱「權力及特權法」），當有議員對某些事件提出質詢或當對於個別議員提出譴責的議案獲得動議，立法會會成立調查委員會就動議作出調查，調查完成後須盡快向立法會彙報。成員按內務委員會所定的規則選舉產生。
經立法會決議，可成立一個或多個專責委員會就立法會付交的事宜或法案作深入研究，成員由主席考慮內務委員會的建議後任命。專責委員會對所付交的事宜或法案完成研究後須盡快向立法會提交報告，隨後解散。
而根據權力及特權法第10條《以傳票通知列席》以及第12（6）條列明，立法會主席有權簽署手令並飭令全體／每名警務人員拘捕涉案人員，並於指定時間押解他到立法會作供，故證人／涉案人士必須出席。

### 編制
行政管理委員會，簡稱行管會，是獨立的法人團體。為立法會提供行政支援及服務，由立法會主席擔任當然主席，內務委員會主席為當然副主席，內務委員會副主席為當然委員，另設10名委員。行管會所有委員悉是立法會議員。
行管會的執行機關為立法會秘書處，由立法會秘書長領導。立法會秘書處下設有三個議會事務部、資料研究及圖書館服務部、翻譯及傳譯部、公共資訊部、申訴部、總務部及法律事務部。

#### 立法會秘書長
立法會秘書長是秘書處的行政首長、立法會主席議事程序事宜方面的首席顧問，職級等同首長級公務員第六級。負責統率及督導秘書處五百名職員為立法會工作提供支援，並管理立法會綜合大樓各項設施及服務。秘書長亦是行政管理委員會用以履行職能的公帑撥款的管制人員，按照適用的相關財務規例，執行立法會議員酬金及工作開支償還款額制度。
歷任秘書長如下：
- 馮載祥（1994年－2008年9月）[33]
- 吳文華（2008年9月－2012年9月29日）[34]
- 陳維安（2012年9月29日－2024年6月30日）
- 衛碧瑤 (2024年7月1日一)

## 職責
根據《香港基本法》第73條，立法會主要職責如下，當中除了最後兩點外，其餘均為主權移交前立法局的職權：
- 制定、修改和廢除法律 （參見：三讀）
- 控制公共開支
- 監察政府工作、對政府的工作提出質詢
- 審批政府的財政預算
- 辯論任何有關公眾利益的社會問題
- 處理香港人的申訴
- 同意終審法院法官和高等法院首席法官的任免
- 如立法會全體議員四分之一聯合動議，指控行政長官有嚴重違法或瀆職行為而不辭職的話，立法會可通過進行調查，並委託終審法院首席法官組成獨立調查委員會進行調查。如調查委員會調查後認為有足夠證據構成對行政長官的指控，並至少得到三分之二立法會議員同意的話，立法會可提出彈劾行政長官案，並報請中國政府決定是否免去特首職務

### 分組點票
《基本法》附件二規定，由議員個人提出的法案、議案和對政府法案（包括財政預算案）的修正案，表決時須以分組點票方式點算，要同時得“選舉委員會界別”及“地區直選、功能界別”分別過半數出席議員贊成（2021年第七屆立法會之前，地區直選議員及功能界別議員分作兩組；2004年第三屆立法會之前，選舉委員會議員與地區直選議員作同一組），議案才獲通過。
而政府提出的法案，只須獲得過半數出席議員投票贊成，即為通過。反之，前立法局所有辯論之議案（包括議員提出的議案或修訂），以多數票決定。立法局主席在相等票數時才會多投決定性一票，而現今立法會主席並無此權力。

### 重大議案
根據《基本法》及《議事規則》，發回重議的法案、彈劾特首及修改基本法須取得至少三分之二立法會議員贊成才獲通過，而取消議員的資格只須取得至少三分之二在席議員贊成即獲通過。
雖然《議事規則》第46條同樣列明前者要求適用於通過修改《基本法》附件一（行政長官產生辦法）及修改《基本法》附件二（立法會產生辦法和表決程序），但因中華人民共和國全國人民代表大會常務委員會於2021年3月31日廢除香港特區對特首、立法會產生辦法的修正權，立法會不再具備政改同意權。

### 提案限制
根據《香港特別行政區基本法》第74條，立法會議員提交條例草案的限制是：（參見行政主導）
| 香港特別行政區立法會議員根據本法規定並依照法定程序提出法律草案，凡不涉及公共開支或政治體制或政府運作者，可由立法會議員個別或聯名提出。凡涉及政府政策者，在提出前必須得到行政長官的書面同意。因此行政長官事實上對所有議員提出的法案有絕對否決權，所有法律最後均須由政府執行。 |

特區政府與立法會曾就《基本法》第74條的適用範圍引起爭議。律政司於1998年指出要以寬廣的角度解釋第74條：不論具立法效力與否的所有議員法案、議案或修正案，均須受其限制。即使議員動議修改政府法案的條文，亦應先徵得行政長官同意。當時立法會議事規則委員會則認為文本上第74條除涵蓋議員提出的法案外，沒有另有所指；委員會亦指出有關對議員提案權的限制不符合行政機關與立法機關之間的權力制衡。最終，《議事規則》至今仍然保障立法會議員提出無立法效力議案和對所有法案、議案的修正案的完全權力。

## 選舉

建制派
民主派、本土派、城邦派

香港的立法機關選舉組別在1995年至1997年、1998年至2004年、2021年至今可分為屬直接選舉地區直選、及屬間接選舉的功能組別及選舉委員會三大組別。
由2004年至2020年，選舉委員會只負責行政長官選舉的提名及投票，不會參與立法會的提名工作（儘管大部分選舉委員會代表為屬功能組別的選民投票選出）。
2021年，中華人民共和國全國人民代表大會自行決定香港立法會議員席次選舉修改為「432」方案，也就是選舉委員會選出40席、功能界別選出30席、地區直選20席，合計90席。
| 席位類別   | 議席數目 | 議席數目 | 議席數目 | 議席數目 | 議席數目 | 議席數目 | 議席數目 |
| 席位類別   | 1998年   | 2000年   | 2004年   | 2008年   | 2012年   | 2016年   | 2021年   |
| ---------- | -------- | -------- | -------- | -------- | -------- | -------- | -------- |
| 地區直選   | 20       | 24       | 30       | 30       | 35       | 35       | 20       |
| 功能界別   | 30       | 30       | 30       | 30       | 35       | 35       | 30       |
| 選舉委員會 | 10       | 6        | 不適用   | 不適用   | 不適用   | 不適用   | 40       |
| 總數       | 60       | 60       | 60       | 60       | 70       | 70       | 90       |

### 地區直選
在2010年政改投票當中，特區政府提出地區直選增加5席並獲得通過，2012年起之地區直選議席增至35席。但縱使增加了議席，在分組點票制度下，代表全港選民的直選議員提出的議案，通常被選民基礎少的功能界別議員否決。
| 選區   | 議席數目 | 議席數目 | 議席數目 | 議席數目 | 議席數目 | 議席數目 | 議席數目 |
| 選區   | 1998年   | 2000年   | 2004年   | 2008年   | 2012年   | 2016年   | 2020年   |
| ------ | -------- | -------- | -------- | -------- | -------- | -------- | -------- |
| 香港島 | 4        | 5        | 6        | 6        | 7        | 6        | 6        |
| 九龍西 | 3        | 4        | 4        | 5        | 5        | 6        | 6        |
| 九龍東 | 3        | 4        | 5        | 4        | 5        | 5        | 5        |
| 新界西 | 5        | 6        | 8        | 8        | 9        | 9        | 9        |
| 新界東 | 5        | 5        | 7        | 7        | 9        | 9        | 9        |
| 總數   | 20       | 24       | 30       | 30       | 35       | 35       | 35       |

| 選區     | 議席數目 |
| 選區     | 2021年   |
| -------- | -------- |
| 香港島東 | 2        |
| 香港島西 | 2        |
| 九龍東   | 2        |
| 九龍中   | 2        |
| 九龍西   | 2        |
| 新界東南 | 2        |
| 新界東北 | 2        |
| 新界西南 | 2        |
| 新界西北 | 2        |
| 新界北   | 2        |
| 總數     | 20       |

### 功能界別
功能界別選舉現有28個功能界別，分別代表指定的香港商會及行業，在立法會內的代表。
各個功能界別的選民登記資格（页面存档备份，存于）都不一樣，有些界別作個人投票和團體票，例如，商界（第一）選民只包括香港總商會會員，商界（第二）的選民只包括香港中華總商會會員，不包括其他香港商人。除勞工界有3名議員（兩席代表工聯會，一席代表勞聯）外，其他界別均有1名議員，共30席。在這種情況下，不少功能界別議員通常會自動直選。
由於2010年政改方案通過，2012年起之功能界別議席增至35席，新增之5席將由現任民選區議員提名、參選，並由沒有上述28個傳統功能界別投票權的選民投票選出，稱為「區議會（第二）功能界別」，俗稱「超級區議員」；原有區議會界別則改名為「區議會（第一）」。
除上述比較特殊的區議會（第二）界別以外，其他28個傳統的功能界別分別為：

- 鄉議局
- 漁農界
- 保險界*
- 航運交通界
- 教育界
- 法律界*
- 會計界*
- 醫學界
- 衛生服務界
- 工程界*
- 建築、測量、都市規劃及園境界*
- 勞工界
- 社會福利界
- 地產及建造界*
- 旅遊界*
- 商界（第一）* （選民全為香港總商會會員）
- 商界（第二） （選民全為中華總商會會員）
- 工業界（第一）* （選民全為香港工業總會會員）
- 工業界（第二） （選民全為廠商會會員）
- 金融界*
- 金融服務界*
- 體育、演藝、文化及出版界
- 進出口界*
- 紡織及製衣界
- 批發及零售界
- 資訊科技界
- 飲食界
- 區議會（第一）

1. 界別旁的星號，代表該界別議員可由非中華人民共和國籍的香港永久居民或擁有外國居留權的香港永久居民擔任。
2. 因第一任行政長官董建華於2000年解散區域市政局和市政局，原區域市政局界別和市政局界別的議席由飲食界和區議會所取代。而原區議會界別，因應「區議會（第二）」界別的設立於2012年改名為「區議會（第一）」。
3. 建築、測量、都市規劃及園境界原為建築、測量及都市規劃界，於2015年7月17日起改為現稱。
4. 因第十三屆全國人大常委會於2021年以「愛國者治港」之名修改選舉制度，原區議會（第一）、區議會（第二）和資訊科技界的議席由商界（第三）、港區人大政協和全國性團體代表界和科技創新界所取代。而原醫學界及衛生服務界則合併成醫療衛生界。

合資格的有選舉權的團體代表、公司董事或公會代表的團體、專業人士如醫生、牙醫、護士、社工、教師、大專教師、律師、部份法律人員和會計師選出代表的議員。
除勞工界外，全部界別均採用「得票最多者當選制」（First Past the Post）。而勞工界使用全票制，每個註冊工會可投三票給三位候選人。
在2021年前，鄉議局（主權移交前稱為鄉事界）、漁農界、保險界、航運交通界均採用「選擇消去法」(Preferential elimination system），而區議會（第二）採用比例代表名單制。

### 選舉委員會
1998年，選舉委員會選出10名立法會議員；2000年，由800人組成的選舉委員會選出6名立法會議員；從2004年至2020年，沒有立法會議席由選舉委員會選出。當時選舉委員會的組成如下：
- 工商業、財經金融界 - 200席
- 專業人士 - 200席
- 勞工、社會服務、宗教及其他界別 - 200席
- 政界：（臨時）立法會議員、（臨時）區議會議員代表、鄉議局議員代表、港區全國人大代表、港區全國政協委員代表 - 200席

大部分委員由本身的界別中選出。立法會候選名單為選舉委員會的800人，每名委員可選擇的候選人以議席數目為限，得最多票的10/6名委員當選為立法會議員。
2021年起，再次由1500人組成的選舉委員會選出40名立法會議員。部分委員由本身的界別中選出，而部分由中國官方指定為當然成員，例如：港區人大政協、基本法委員會香港委員、政府諮詢委員會及法定機構主席等。任何合資格選民可以在選舉委員會界別參選，並須得到五個界別各2至4名選委提名。每名委員可選擇的候選人以議席數目為限，得最多票的40名委員當選為立法會議員。

### 選舉及補選列表
除特別註明外，投票時間均為上午7時30分至晚上10時30分（2021年選舉為上午8時30分至晚上10時30分）。
| 屆                             | 選舉                               | 投票日                         | 備註 |                                |
| 地方選區／功能組別／選舉委員會 | 地方選區／功能組別／選舉委員會     | 地方選區／功能組別／選舉委員會 | 地方選區／功能組別／選舉委員會 | 地方選區／功能組別／選舉委員會 |
| ------------------------------ | ---------------------------------- | ------------------------------ | --- | ------------------------------ |
| 一                             | 1998年立法會選舉                   | 1998年5月24日                  | - 因候選人自動當選而不需進行投票的功能界別：鄉議局；建築、測量及都市規劃界；社會福利界；旅遊界；商界（第一）；商界（第二）；工業界（第一）；金融界；進出口界；紡織及製衣界。 - 相關選舉：1998年選舉委員會界別分組選舉（4月2日） |                                |
| 一                             | 1998年立法會金融服務界功能界別補選 | 1998年10月16日                 | - 因候選人自動當選而不需進行投票。 |                                |
| 一                             | 1998年立法會區域市政局功能界別補選 | 1998年10月29日                 | |                                |
| 二                             | 2000年立法會選舉                   | 2000年9月10日                  | - 因候選人自動當選而不需進行投票的功能界別：鄉議局；漁農界；保險界；商界（第一）；商界（第二）；工業界（第二）；體育、演藝、文化及出版界；進出口界；紡織及製衣界。 - 相關選舉：2000年選舉委員會界別分組選舉（7月9日）           |                                |
| 二                             | 2000年立法會香港島地方選區補選     | 2000年12月10日                 | |                                |
| 二                             | 2001年立法會選舉委員會補選         | 2001年9月16日                  | - 投票時間為上午7時30分至晚上7時30分。 |                                |
| 地方選區／功能組別             |                                    |                                | |                                |
| 三                             | 2004年立法會選舉                   | 2004年9月12日                  | - 因候選人自動當選而不需進行投票的功能界別：鄉議局、漁農界、保險界、航運交通界、地產及建造界、商界（第一）、商界（第二）、工業界（第一）、工業界（第二）、金融界、進出口界。                                                    |                                |
| 三                             | 2007年立法會香港島地方選區補選     | 2007年12月2日                  | - 相關選舉： 2007年立法會香港島地方選區補選泛民初選 （9月24日） |                                |
| 四                             | 2008年立法會選舉                   | 2008年9月7日                   | - 因候選人自動當選而不需進行投票的功能界別：鄉議局；漁農界；勞工界；地產及建造界；商界（第二）；工業界（第一）；工業界（第二）；金融界；金融服務界；體育、演藝、文化及出版界；進出口界；飲食界。                                |                                |
| 四                             | 2010年立法會地方選區補選           | 2010年5月16日                  | - 五個地方選區（香港島、九龍西、九龍東、新界西、新界東）補選。 |                                |
| 五                             | 2012年立法會選舉                   | 2012年9月9日                   | - 因候選人自動當選而不需進行投票的功能界別：鄉議局、保險界、航運交通界、勞工界、地產及建造界、商界（第一）、商界（第二）、工業界（第一）、工業界（第二）、進出口界、批發及零售界、區議會（第一）。                              |                                |
| 五                             | 2016年立法會新界東地方選區補選     | 2016年2月28日                  | |                                |
| 六                             | 2016年立法會換屆選舉               | 2016年9月4日                   | - 因候選人自動當選而不需進行投票的功能界別：鄉議局、保險界、勞工界、地產及建造界、商界（第二）、工業界（第一）、工業界（第二）、金融界、進出口界、區議會（第一）。                                                              |                                |
| 六                             | 2018年立法會補選                   | 2018年3月11日                  | - 香港島、九龍西及新界東地方選區補選；建築、測量、都市規劃及園境界功能界別補選。 - 相關選舉： 2018年立法會補選民主派初選 （九龍西及新界東地方選區；1月14日）                                                                    |                                |
| 六                             | 2018年立法會九龍西地方選區補選     | 2018年11月25日                 | |                                |
| 七                             | 2020年立法會換屆選舉               | 2020年9月6日                   | - 特區政府以「疫情嚴峻」為由而取消該次選舉，換屆選舉改為翌年舉行。 - 相關選舉： 2020年立法會換屆選舉民主派初選 （地方選區、區議會（第二）及衛生服務界功能界別；7月11日至12日）                                                  |                                |
| 地方選區／功能組別／選舉委員會 |                                    |                                | |                                |
| 七                             | 2021年立法會換屆選舉               | 2021年9月5日 → 2021年12月19日  | - 因應2021年香港政治制度改革而被順延舉行。 - 相關選舉：2021年選舉委員會界別分組一般選舉 |                                |
| 七                             | 2022年立法會選舉委員會界別補選     | 2022年12月18日                 | - 投票時間為上午9時至11時30分。 |                                |
| 八                             | 2025年立法會換屆選舉               | 2025年12月7日                  | - 相關選舉：2025年選舉委員會界別分組補選（9月7日） |                                |

## 福利及待遇
- 在2016至17年會期，立法會議員每月均有薪酬，月薪為95,180港元，以支持議員的工作。
- 第四屆立法會（2008年至2012年）起新增了議員約滿酬金，指明若議員完成立法會4年任期，可在任期結束時，取得立法會任期內所得酬金總額的15％。2016年10月1日起，每名現任議員的月薪為95,180港元，4年年薪4,568,640港元計算，每名立法會議員可在4年任期結束時另外取得685,296港元約滿酬金，立法會4年任期總計5,253,936港元。
- 在2012至13年每位立法會議員每年醫療津貼為$29,420，在2016至17年則是$33,150。
- 立法會有專用的車牌，以「LC」開首，是英語「Legislative Council」的縮寫。立法會主席的專用車牌為「LC 1」，而立法會秘書長的專用車牌為「LC 2」，立法會法律顧問專用車牌則為「LC 3」。

## 議員列表
- 香港特別行政區臨時立法會（1997年1月25日－1998年6月30日）
- 香港特別行政區第一屆立法會（1998年7月1日－2000年6月30日）
- 香港特別行政區第二屆立法會（2000年10月1日－2004年9月30日）
- 香港特別行政區第三屆立法會（2004年10月1日－2008年9月30日）
- 香港特別行政區第四屆立法會（2008年10月1日－2012年9月30日）
- 香港特別行政區第五屆立法會（2012年10月1日－2016年9月30日）
- 香港特別行政區第六屆立法會（2016年10月1日－2021年12月31日）
- 香港特別行政區第七屆立法會（2022年1月1日－2025年12月31日）
- 香港特別行政區第八屆立法會（2026年1月1日－2029年12月31日）

註：香港特別行政區第六屆立法會因早前中華人民共和國全國人大常委會通過《全國人民代表大會常務委員會關於香港特別行政區第六屆立法會繼續履行職責的決定》，自行延長本屆立法會任期不少於一年直至第七屆任期開始，特區政府決定其任期於2021年12月31日結束。

## 建筑
- 前立法會大樓
- 立法會綜合大樓
- 金鐘道政府合署：立法會秘書處翻譯及傳譯部、資料服務部的辦事處

### 引用
1. ↑  根據《香港基本法》第六十六條規定的正式名稱。
2. ↑  《香港基本法》第六十六條
3. 1 2  .   [2015-06-20]. （原始内容存档于2015-06-21）. （页面存档备份，存于）
4. ↑  . 大公報. 1985-10-30.
5. ↑  . 華僑日報. 1985-10-30.
6. ↑  許海青：香港政制沿革 （页面存档备份，存于）
7. ↑  .   [2007-07-03]. （原始内容存档于2016-03-04）. （页面存档备份，存于）
8. ↑  .   [2012-03-19]. （原始内容存档于2021-11-08）. （页面存档备份，存于）
9. ↑  . legalref.judiciary.hk.   [2022-01-30]. （原始内容存档于2022-06-20）. （页面存档备份，存于）
10. ↑  .   [2018-01-27]. （原始内容存档于2018-03-16）. （页面存档备份，存于）
11. ↑  .   [2019-07-04]. （原始内容存档于2019-07-04）. （页面存档备份，存于）
12. ↑  . Apple Daily 蘋果日報.   [2019-11-13]. （原始内容存档于2019-07-02）. （页面存档备份，存于）
13. ↑  .   [2019-07-05]. （原始内容存档于2019-07-05）. （页面存档备份，存于）
14. ↑  . 立場新聞. 2020-11-01  [2020-11-04]. （原始内容存档于2021-04-13）. （页面存档备份，存于）
15. ↑  . BBC News 中文. 2020-11-12  [2021-12-21]. （原始内容存档于2021-12-22） （中文（繁體））. （页面存档备份，存于）
16. ↑  . 新華社.   [2020-11-11]. （原始内容存档于2020-12-08）. （页面存档备份，存于）
17. ↑  . www.info.gov.hk.   [2020-11-11]. （原始内容存档于2020-11-16）. （页面存档备份，存于）
18. ↑  . BBC.   [2020-11-11]. （原始内容存档于2020-12-14）. （页面存档备份，存于）
19. ↑  . 明報. 2020-11-12  [2020-11-12]. （原始内容存档于2020-11-23）. （页面存档备份，存于）
20. ↑  . 香港電台. 2020-11-11  [2020-11-12]. （原始内容存档于2020-11-23）. （页面存档备份，存于）
21. ↑  . 国务院港澳事务办公室. 2021-02-22  [2021-04-01]. （原始内容存档于2021-03-08） （中文（中国大陆））. 夏宝龙表示，习近平总书记指出，要确保“一国两制”实践行稳致远，必须始终坚持“爱国者治港”。 （页面存档备份，存于）
22. ↑  蘋果日報. . 2021年3月30日.
23. ↑  . 香港電台. 2021-03-30  [2021-03-30]. （原始内容存档于2021-05-23）. （页面存档备份，存于）
24. ↑  . 明報. 2023-01-17  [2023-01-17]. （原始内容存档于2023-05-10）. （页面存档备份，存于）
25. ↑  . 香港特別行政區立法會.   [2016-10-15]. （原始内容存档于2006-11-07）. （页面存档备份，存于）
26. ↑   (PDF). 雙語法例資料系統.   [2016-10-14]. （原始内容存档 (PDF)于2016-10-19）. （页面存档备份，存于）
27. 1 2 3  立法會秘書.  (PDF). 立法會.   [2018-03-23]. （原始内容存档 (PDF)于2018-04-19）. （页面存档备份，存于）
28. ↑   (PDF). Legislative Council of Hong Kong.   [8 February 2022].
29. ↑  . www.lad.gov.hk.   [2021-12-21]. （原始内容存档于2021-12-21）. （页面存档备份，存于）
30. ↑  . 香港特別行政區立法會.   [2020-05-20]. （原始内容存档于2020-06-22）. （页面存档备份，存于）
31. ↑   (PDF). 香港特別行政區立法會. 2020-04-01  [2020-05-20]. （原始内容存档 (PDF)于2020-05-20）. （页面存档备份，存于）
32. ↑  . 香港特別行政區政府新聞網. ２０１２年６月２８日  [2020-05-20]. （原始内容存档于2020-05-22）.  （页面存档备份，存于）
33. ↑  .   [2014-12-02]. （原始内容存档于2018-03-16）. （页面存档备份，存于）
34. ↑  . 香港特別行政區政府新聞網. ２００８年５月２３日  [2020-05-20]. （原始内容存档于2020-05-21）.  （页面存档备份，存于）
35. 1 2 3  .   [2013-01-12]. （原始内容存档于2012-11-02）. （页面存档备份，存于）
36. ↑  . Now 新聞.   [2021-12-21]. （原始内容存档于2021-12-21） （中文（香港））. （页面存档备份，存于）
37. ↑  . www.legco.gov.hk. （原始内容存档于2021-04-13）. （页面存档备份，存于）
38. ↑   (PDF).   [2011-03-21]. （原始内容存档 (PDF)于2012-05-23）. （页面存档备份，存于）
39. ↑   (PDF).   [2012-04-10]. （原始内容存档 (PDF)于2011-07-25）. （页面存档备份，存于）
40. ↑  . 香港政府新聞公報. 2016年9月4日  [2016年9月4日]. （原始内容存档于2023年12月10日）.
41. ↑  . 香港政府新聞公報. 2021年12月19日  [2021年12月19日]. （原始内容存档于2023年12月10日）.}
42. ↑  . 香港政府新聞公報. 2021年12月19日  [2021年12月19日]. （原始内容存档于2023年12月10日）.
43. ↑  . 香港政府新聞公報. 2021年12月19日  [2021年12月19日]. （原始内容存档于2023年12月10日）.
44. ↑  . 香港政府新聞公報. 2021年12月19日  [2021年12月19日]. （原始内容存档于2023年12月10日）.
45. ↑  . 香港政府新聞公報. 2021年12月19日  [2021年12月19日]. （原始内容存档于2023年12月10日）.
46. ↑  . 香港政府新聞公報. 2021年12月19日  [2021年12月19日]. （原始内容存档于2023年12月10日）.
47. ↑  . 香港政府新聞公報. 2021年12月19日  [2021年12月19日]. （原始内容存档于2023年12月10日）.
48. ↑  . 香港政府新聞公報. 2021年12月19日  [2021年12月19日]. （原始内容存档于2023年12月10日）.}
49. ↑  . 香港政府新聞公報. 2021年12月19日  [2021年12月19日]. （原始内容存档于2023年12月10日）.
50. ↑  . 香港政府新聞公報. 2021年12月19日  [2021年12月19日]. （原始内容存档于2023年12月10日）.
51. ↑  . 香港政府新聞公報. 2021年12月19日  [2021年12月19日]. （原始内容存档于2023年12月10日）.

## 外部連結
- 香港立法會網站 （页面存档备份，存于）
- 香港立法會網站議員資料